# Dragan Markovina
Dragan Markovina (Mostar, 1981.) je hrvatski povjesničar, publicist, medijski kolumnist i ljevičarski aktivist iz Mostara, koji živi i radi u Splitu. Osnivač je i prvi predsjednik stranke Nova ljevica.

## Životopis
Dragan Markovina rođen je u Mostaru, a s početkom rata u Bosni i Hercegovini, početkom 1990-ih, s obitelji je izbjegao u Hrvatsku. Danas živi i radi u Splitu. Kao radikalan kritičar postojećeg političkog stanja u Hrvatskoj, osnovao je 2016. godine političku stranku Nova ljevica, koja se zalaže za demokratski socijalizam.
Diplomirao je povijest na Hrvatskim studijima u Zagrebu, nakon čega od 2003. do 2014. godine radi na Odsjeku za povijest Filozofskog fakulteta u Splitu. U to je vrijeme predmet njegovog znanstvenog rada uglavnom bila Dalmacija u vrijeme mletačke vladavine te 2011. god. brani i doktorsku disertaciju pod naslovom "Dalmacija u mletačkim reformskim projektima 18. stoljeća". Od 2013. godine, kao izraziti ljevičar, upušta se u politiku i politički aktivizam.
Opisujući odgoj u očinskoj kući i utjecaje koje je odatle prenio u svoj svjetonazor, 2012. god. u televizijsku kameru govori: "Kad god je igrala Jugoslavija, na primjer kad bi išla himna, u stanu bi se digli na noge i slušali tu himnu. Ja danas kad čujem Lijepu našu, volim gledati da Hrvatska izgubi. Meni Hrvatska ništa ne predstavlja." Nakon što su neki mediji ukazali na te riječi izrečene u dužem autobiografskom intervjuu objavljenom na portalu www.osobnasjecanja.hr, izdavač te zbirke intervjua Documenta reagirao je uklanjanjem čitavog intervjua i objavom reakcije u kojoj tvrdi da se te njegove riječi ne mogu pravilno razumjeti izvan konteksta čitavog intervjua, u kojemu je D. Markovina "na autentičan način pokazao tugu zbog svih stradanja tijekom rata i ljutnju na pokretače i vinovnike ratnih događaja". Sam Markovina će 2017. godine pokušati objasniti svoje stavove o kojima je govorio 2012. god., te uprijeti prstom u svoj animozitet prema Franji Tuđmanu, koji je očito nastao u vrijeme početka rata u BiH kada je D. Markovina bio u uzrastu od 10-11 godina: "Iako sam govorio o nogometnim reprezentacijama, puno puta sam jasno rekao kako sam odgojen u jugoslavenskom Mostaru i kako sam u njemu pokupio najbolje od duha toga zajedništva. To mislim i danas. Hrvatsku doživljavam kao svoju zemlju, jednako kao i BiH, ali za reprezentaciju nisam nikad navijao iz prostog razloga što me to uzgajanje tuđmanovskog nacionalizma neopisivo nervira i s njim se ne mogu identificirati. Posebno jer mi je upravo ta politika sravnila sa zemljom rodni grad."
Na promociji svoje knjige "Doba kontrarevolucije" u studenom 2017. godine Markovina iznosi svoje viđenje kraja Jugoslavije 1990-ih godina kao kontrarevolucije, te viziju svojeg budućeg društvenog i političkog angažmana kao jedne dugoročne društvene "terapije protiv kontrarevolucije".
Potpisnik je Deklaracije o zajedničkom jeziku, u kojoj se tvrdi da se u Hrvatskoj, Bosni i Hercegovini, Srbiji i Crnoj Gori govore nacionalne standardne varijante zajedničkog policentričnog standardnog jezika, i o kojoj je govorio na predstavljanju Deklaracije.

## Publikacije (izbor)
- Reformska nastojanja Mletačke Republike u Dalmaciji u drugoj polovici 18. stoljeća u kontekstu novih odnosa moći na jadranskom prostoru, Dragan Markovina, Historijski zbornik, Vol.63 No.1 Svibanj 2012.
- Uloga Dalmacije u pomorsko-trgovačkim kretanjima na jadranskom prostoru krajem 18. i početkom 19. stoljeća, Dragan Markovina, Školski vjesnik : časopis za pedagogijsku teoriju i praksu, Vol.57 No.3. – 4. Prosinac 2008.
- Kultura sjećanja u Splitu: FENOMEN DVADESETOG STOLJEĆA, Dragan Markovina, Kulturna baština, No.38 Prosinac 2012.

## Vanjske poveznice
- Dragan Markovina, pregled kod Hrvatske znanstvene bibliografije CROSBI
- Dragan Markovina, "Doba kontrarevolucije"  Arhivirana inačica izvorne stranice od 10. srpnja 2018. (Wayback Machine), cjelokupna knjiga na stranicama Udruge antifašista Dubrovnik  Arhivirana inačica izvorne stranice od 10. srpnja 2018. (Wayback Machine)
- Dragan Markovina, biografija i članci na Telegram.hr